# Araespor
Araespor is een kevergeslacht uit de familie van de boktorren (Cerambycidae). De wetenschappelijke naam van het geslacht werd voor het eerst geldig gepubliceerd in 1878 door Thomson.

## Soorten
Araespor omvat de volgende soorten:
- Araespor callosus Gressitt, 1959
- Araespor darlingtoni Gressitt, 1959
- Araespor gazellus Gressitt, 1959
- Araespor longicollis Thomson, 1878
- Araespor pallidus Gressitt, 1959
- Araespor pictus (Fauvel, 1906)
- Araespor quinquepustulatus (Montrouzier, 1861)